# Ołeksandr Bojko (siatkarz)
Ołeksandr Bojko, ukr. Олександр Бойко (ur. 17 grudnia 2000 w Zmijiwce) – ukraiński siatkarz, reprezentant kraju, grający na pozycji libero; uprawia też siatkówkę plażową.

## Sukcesy klubowe
Mistrzostwo Ukrainy:
- 2023[1], 2024[2], 2025[3]
- 2021

Superpuchar Ukrainy:
- 2024[4]

Puchar Ukrainy:
- 2025[5]

## Sukcesy reprezentacyjne
Liga Europejska:
- 2024[6]